# 신세계까사

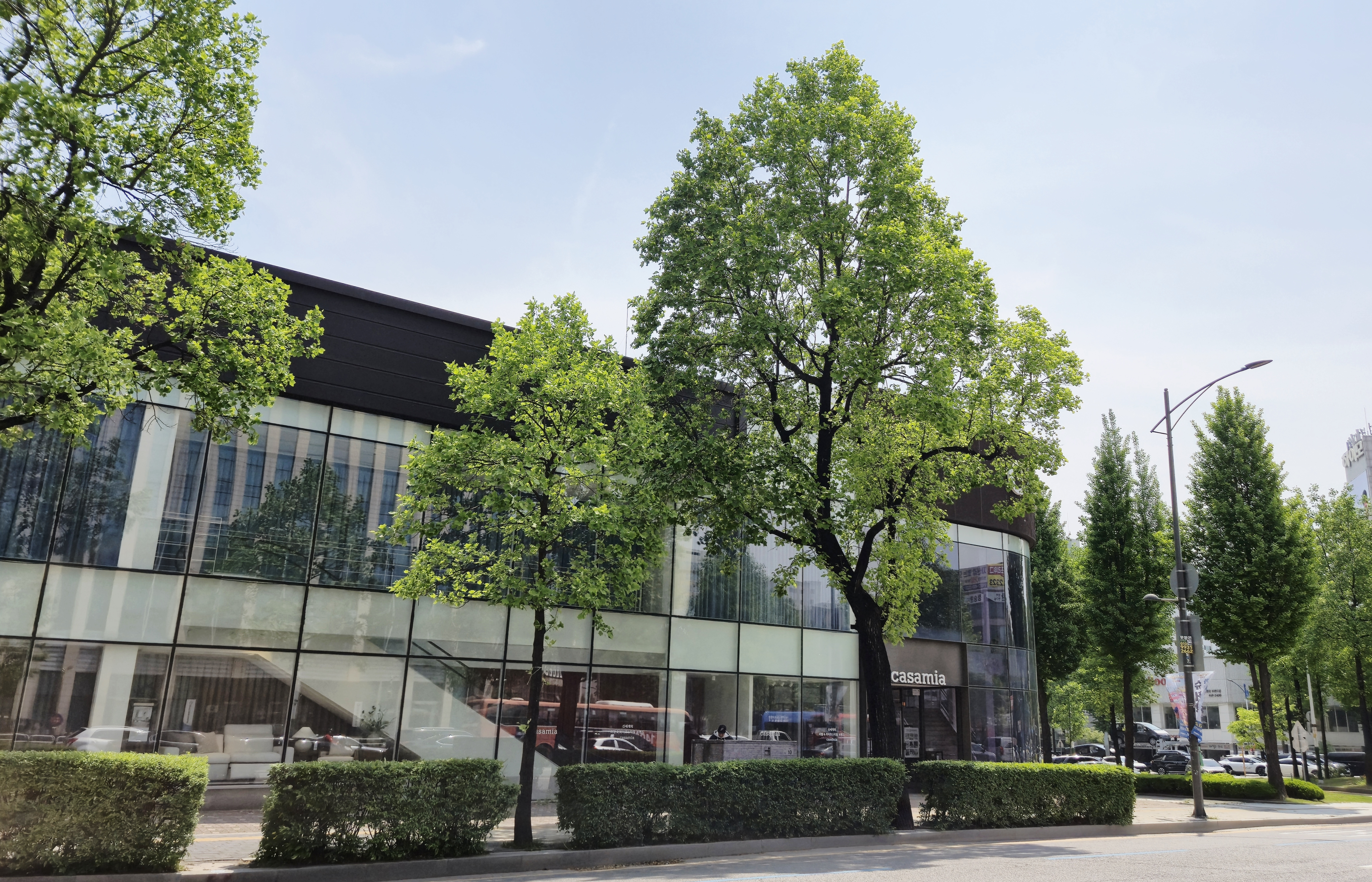
신세계까사 까사미아 Casamia 구월점(2025년 05월 경)

신세계까사(Shinsegae Casa, Casamia)는 신세계그룹의 비상장 자회사로, 가구, 소파, 인테리어 소품 제조·판매 업체이다. 매장명칭은 까사미아(Casamia)를 그대로 사용중이다.
운전 중 정차 하면, 매장이 집처럼 예쁘게 꾸며 놓은 인테리어와 이탈리안 분위기의 가구를 예뻐서 처다보게 만드는 오픈쇼윈도우형 매장이 매력인 까사미아는 "가족이 살아가는 생활공간을 다루는 라이프스타일" 이라는 캐치프레이즈를 가지고 있다.

## 개요
까사미아는 이탈리아어로 행복한 나의 집이라는 뜻이다. 수입산 고급 제품을 판매하는 가구/소품 프리미엄 브랜드로 알려져 있다.
신세계까사는 1982년 12월, 창업주인 이현구 대표가 7평 소규모 공방인 까사미아로 시작하여, 1992년 법인을 설립하였다.

### 주요 브랜드
- Casamia : 인테리어 및 공간의 분위기를 더해주는 다양한 소품, 프리미엄 컬렉션 브랜드(쇼파, 탁자, 선반 등)
- MATERASSO : 이탈리아어로 마테라소는 메트리스를 의미한 침대 브랜드
- CARPE DIEM BED : 카르페디엠베드, 스웨덴 럭셔리 브랜드

## 사진

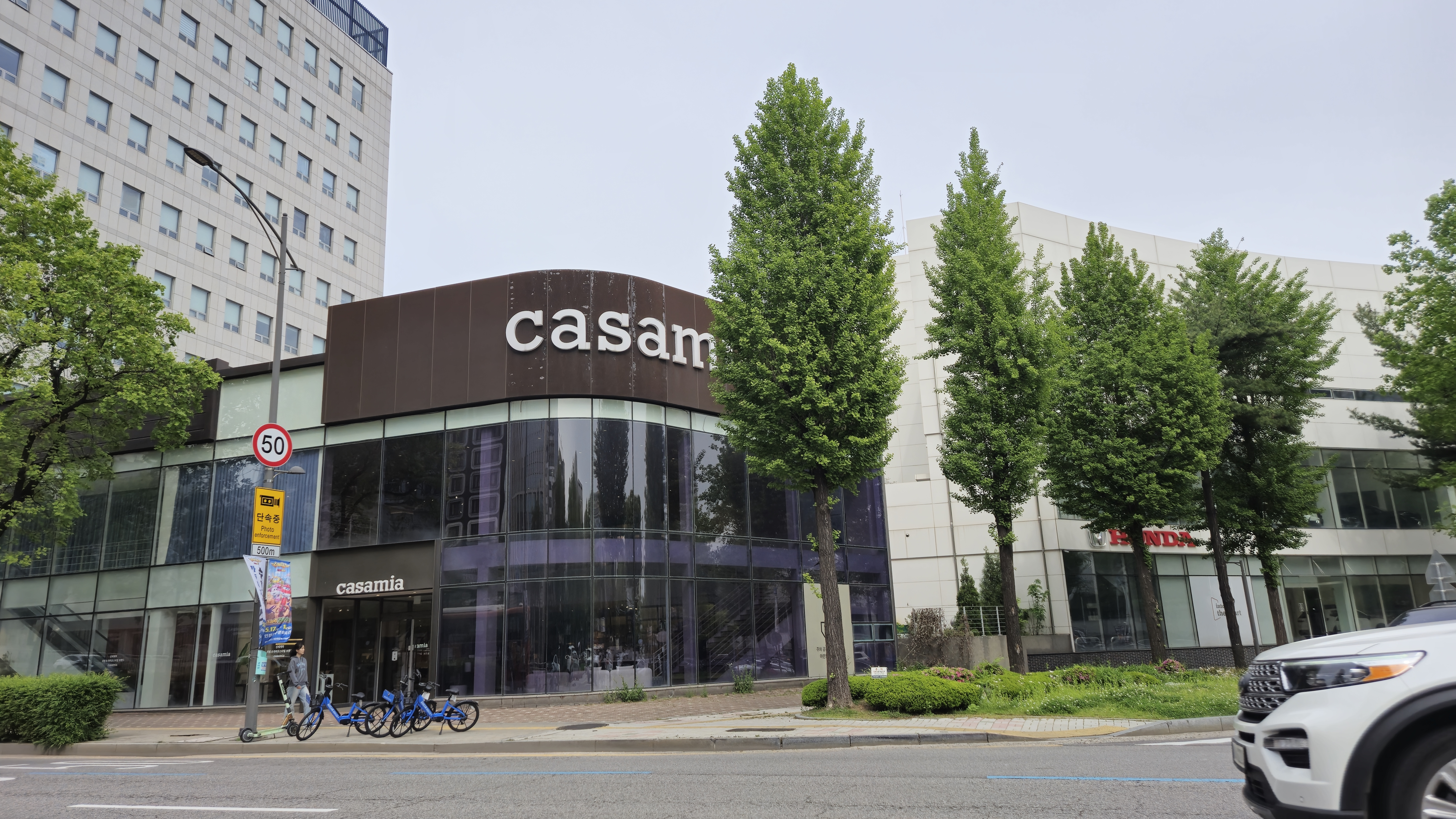
신세계까사, 까사미아 구월점(남동대로 764)
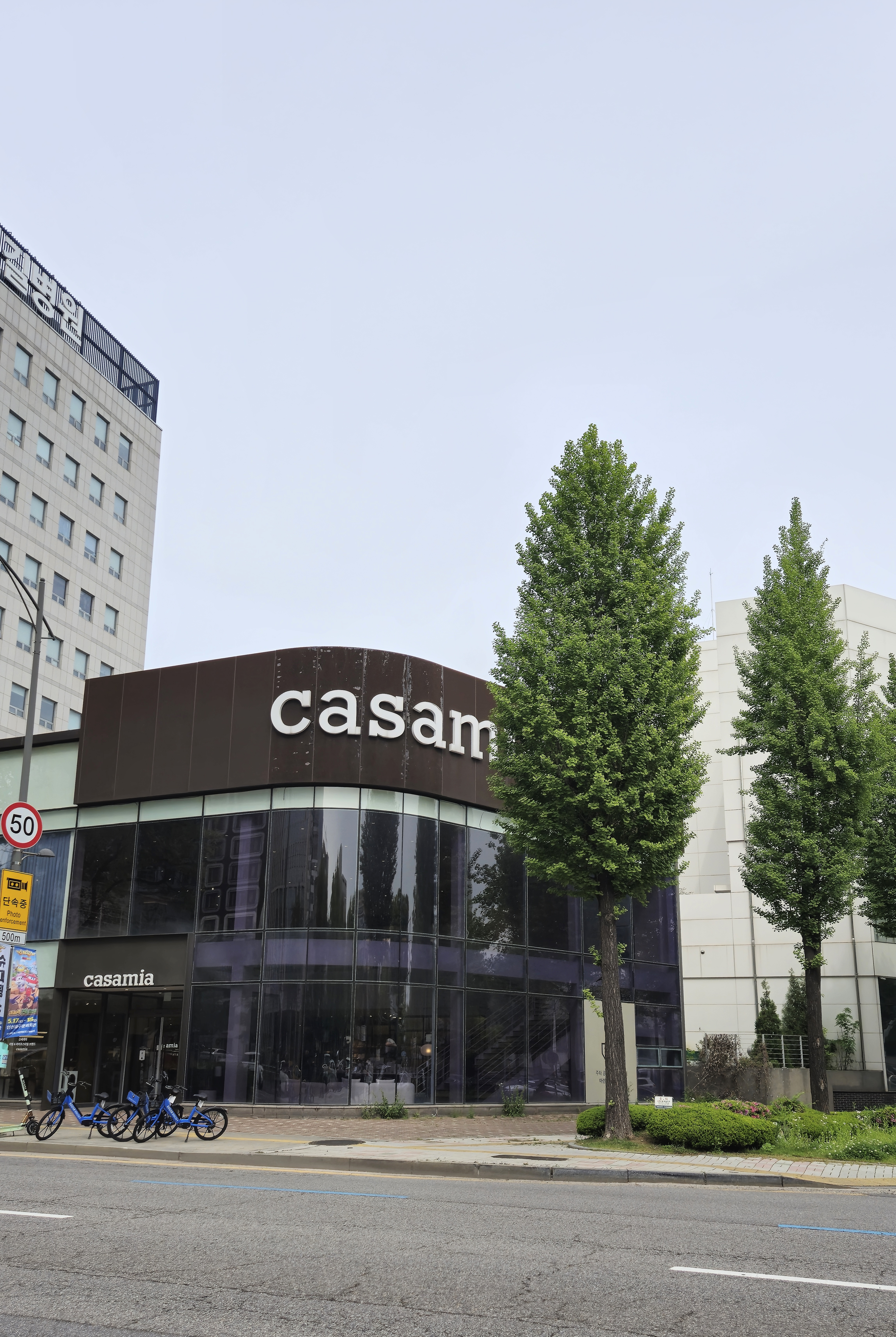
2025년 05월 경(남동대로 764)

## 연혁
1. 1982년 압구정 소품숍 '까사미아' 오픈
2. 1991년 라이프스타일 스토어 컨셉 국내 최초 도입
3. 1994년 까사미아 플래그십스토어 압구정점 오픈
4. 1997년 제3회 리빙디자인페어 첫 <대상> 수상
5. 2004년 - 2006년 리빙디자인페어 제10회-제12회 3년 연속 수상
6. 2011년 한국사용품질지수 가정용 가구 부문 3년 연속 1위
7. 2012년 - 2014년 제18회, 제20회 리빙디자인페어 <대상> 수상
8. 2018년 신세계그룹 계열사 편입 B2B 사업 조직 신설
9. 2019년 프리미엄 가구 컬렉션 '라메종' 론칭 해외 디자이너 콜라보레이션 컬렉션 론칭
10. 2020년 라이프스타일 온라인 쇼핑 플랫폼 '굳닷컴' 론칭 조선일보 '소비자가 선택한 2020 최고의 브랜드' 굳닷컴 수상 중앙일보 '2020 국가서비스대상' 굳닷컴 <대상> 수상 해외 브랜드 가구 유통 사업 도입 (M114, 휴먼스케일, 포인트하우스 등)
11. 2021년 '(주)신세계까사'로 사명 변경 및 본사 이전 스웨덴 럭셔리 브랜드 '카르페디엠베드' 국내 첫 론칭
12. 2022년 까사미아 오프라인 매장 100호점 돌파 까사미아 신세계 본점 오픈 까사미아 압구정점 ‘퍼니처 아트 갤러리’ 오픈 (위아트 입점) 굳닷컴 GUUD.COM 리뉴얼오픈 조선일보 「제5회 코리아 뉴 라이프 스타일 어워즈」 트렌드 주도, 고객가치 부분 수상 서래마을점 ‘아트살롱’ 리뉴얼 오픈
13. 2023년 조선일보 「제5회 코리아 뉴 라이프 스타일 어워즈」 트렌드 주도 부문 수상 마테라소 단독 브랜드 런칭 마테라소 신세계경기 1호점 오픈

## 기록
- 2018년에 신세계그룹에 매각, 신세계그룹 계열사로 편입되었으며, 2021년 8월 까사미아에서 신세계까사로 사명을 변경하였다.[3]

- 2016년 7월 증시 상장을 추진하였으나, 수요조사 결과 흥행이 부진하자 다음 달 8월 상장을 철회하였다.[2][4]
- 2018년 3월 신세계 그룹 편입 이후 영업이익이 적자로 전환, 2018년 4억 원, 2019년에는 172억 원의 적자를 냈다.[5]
- 2020년 매출은 1,634억 원으로, 2019년의 1,184억 원 대비 38.0% 증가하였으나, 영업손실 107억 원으로, 3년째 적자를 기록하였다.[3][6]
- 2021년 3월, 사측은 사업 확장에 따른 인력 충원과 오프라인 매장 확대 및 전산·물류시스템 개선 재정비에 비용을 들였다고 밝혔다.[5]